# 大井村 (愛知県知多郡)
大井村（おおいむら）は、愛知県知多郡にかつてあった村。
現在の南知多町の一部（大井・片名など）に該当する。

## 歴史
- 1876年（明治9年） - 大井村と片名村が合併し、旭村となる。
- 1884年（明治17年） - 旭村が大井村と片名村に分立する。
- 1889年（明治22年）10月1日 - 大井村と片名村が合併し、大井村が発足。
- 1906年（明治39年）7月1日 - 師崎町と合併し、師崎町発足。同日大井村は廃止。

## 教育
- 大井尋常高等小学校（現・南知多町立大井小学校）
- 片名尋常小学校（後の南知多町立大井小学校片名分校。1963年、廃校）